# У (царство, Чуньцю)
У (кит. трад. 吳, упр. 吴, пиньинь Wú, также 干; вьет. Ngô quốc, Нго) — удельное царство эпохи Вёсен и Осеней в древнем Китае. Располагалось в нижнем течении реки Янцзы (с центром в современной провинции Чжэцзян). Археологические исследования показывают, что местное население имело общее происхождение с народом царства Юэ, то есть принадлежало к юэсским народам.

## Исторический очерк
С царствования Шоумэна в 585 до н. э. У упоминается в летописях, при этом правитель именуется ваном. Начиная с этого времени, существование всех правителей У (за исключением Фугая — младшего брата Хэлюя, который правил всего несколько месяцев) подтверждено археологически. Эпиграфические свидетельства сообщают о многочисленных родственных связях с правящим домом царства Цай, а также Сун (единичный факт, см. Ляо-ван ниже).
Вся письменная история У, вплоть до завоевания царством Юэ, занимает около 100 лет.
Царство У достигло могущества при князе Хэлюе 闔閭, которого иногда причисляют к гегемонам-ба. В 506 г. до н. э. У совершило нападение на царство Чу и захватило его столицу, Ин 郢. Среди пленённых членов царской семьи оказалась мать чуского вана Чжао. Его отец и братья были убиты, в то время как сам он оказался в изгнании и смог вернуться на престол только при поддержке армии царства Цинь.
В царстве У при Хэлюе служил и написал свой знаменитый трактат известный полководец Сунь-цзы, выходец из царства Ци. Знаменитыми советниками Хэлюя были выходцы из царства Чу: министр Пи и У Цзысюй. Согласно традиционным описаниям, У Цзысюй пошёл на службу в царство У с целью отомстить за смерть своего отца. Среди трёх походов на царство Чу (511, 506, 504 гг. до н.э.) именно второй, возглавленный им, оказался наиболее резонансным. Чжао-ван, снова занявший престол, в 504 г. до н.э. был снова вынужден бежать, перенеся столицу Чу из Ин в Жо 鄀. В том же году наследный принц Чжунлэй одержал морскую победу над царством Чу. Известно, что он был женат на дочери Цзин-гуна из Ци 齐景公, однако умер раньше своего отца.
В 496 г. до н. э. У напало на своего южного соседа, царство Юэ. Из-за местонахождения к югу от центральных регионов Чжоу У и Юэ зачастую упоминаются в паре (吳越 или 干越). Археология свидетельствует, что местное население обоих царств имело общее происхождение, однако народы У и Юэ в традиционных источниках описываются как враждующие.
Решающее сражение произошло в Цзуйли, нападение было отбито. Хэлюй получил ранение, осложнение от которого и стало причиной его скорой смерти. Месть его сына Фучая 夫差 вану царства Юэ Гоуцзяню вместе с её последствиями стали наиболее популярным сюжетом истории этих двух царств. В результате очередной атаки в 494 г. до н.э. Гоуцзянь, окруженный на горе Куайцзи, был пленён, но по совету министра Пи оставлен в живых. У Цзысюй, протестовавший против этого, был вынужден совершить самоубийство. Вопреки совету последнего в царстве Юэ была сохранена автономия.
При правлении Фучая царство У достигло пика своего могущества. Оно одержало победу над царством Ци при Айлине 艾陵 и навязало свои условия Дин-гуну царства Цзинь 晉定公 при подписании соглашения 482 г. до н.э. в Хуанчи 黃池.
В отсутствие Фучая царство Юэ совершило нападение на У. Согласно Цзо чжуань (Ай, 13) Фучай, получивший это известие, от ярости перерезал горло семи присутствующим в его шатре.
В 482 г. до н.э. войска Юэ приблизились к столице У. В 473 году до н. э. царство У было завоёвано.

## Правители У
Дом Уского Тай Бо. Описан в гл.31 «Исторических записок» Сыма Цяня.
- Тай-бо, дядя чжоуского Вэнь-вана, удел пожалован У-ваном.
- Чжун-юн.
- Цзи-цзянь.
- Шу-да.
- Чжоу-чжан.
- Сюн-сюй.
- Гэ-сян.
- Цян Цзю-и.
- Юй-цяо И-у.
- Гэ-лу.
- Чжоу-яо.
- Цюй-юй.
- И-у.
- Цинь-чу.
- цзюнь Чжуань.
- По-гао.
- Цзюй-би (Гоу-би). Уп.655 до н. э.
- Цюй-ци.
- Шоу-мэн (ван). 585—561 до н. э.
- Чжу-фань (ван). 560—548 до н. э.
- Юй-цзи (ван). 547—531 до н. э.
- Юй-мэн. 530—527 до н. э.
- ван Ляо. 526—515 до н. э. (предположительно в браке с дочерью Цзин-гуна из царства Сун: мемориальная надпись на бронзе из гробницы в Гуши 固始县, Хэнань, обнаружена в 1978)
- Хэ-лу (Хэлюй). 514—496 до н. э.
- Фу-ча (Фучай). 495—473 до н. э.

## Синификация
Исследование эпиграфических памятников региона свидетельствует, что до правления Фучая в царстве У был распространён «птичий» шрифт няошу, которому отдавалось предпочтение на юго-восточных территориях современного Китая, в том числе в царстве Юэ. С воцарением Фучая в У наступает стилистический перелом: стиль надписей меняется в сторону близости к Серединным Царствам, дистанцируясь от юго-восточного.
Юэцзюэ шу и Гунъян чжуань (англ.) утверждают, что царство У является «варварским», однако оказалось вовлечено в дела Серединных Царств благодаря уважению, выказанному У Цзысюю (吳者，夷狄也，而救中邦).

## Ранние литературные источники
Существует только два сохранившихся текста, которые рассказывают историю царства У в обязательном соединении с Юэ: «Юэцзюэ шу» и «Летопись У и Юэ» (У-Юэ чуньцю).
Юэцзюэ шу представляет собой антологию эпохи Хань, включающую материалы ранних периодов. Её ценностью является редакторская беспристрастность и уважение к стилистике первоисточников: составители не пытаются привести к общему знаменателю конфликтующие свидетельства, а также сохраняют лексические особенности более ранних текстов, оставляя примерное хронологическое разделение антологии на её составляющие.